# Список наград и номинаций Марго Робби
Ма́рго Ро́бби (англ. Margot Robbie) — австралийская актриса и продюсер. Лауреат различных наград, включая семь премий AACTA и две премии «Выбор критиков», а также номинантка на три премии «Оскар», семь премий BAFTA, четыре премии «Золотой глобус» и восемь премий Гильдии киноактёров США.
Сыграв небольшие роли в нескольких фильмах и сериалах, Робби получила свою первую крупную роль Донны Фридман в телевизионной мыльной опере «Соседи». Актриса была номинирована на премию Logie Awards в категориях «Самая популярная новенькая актриса» и «Самая популярная актриса». За свою прорывную роль в биографической чёрной комедии Мартина Скорсезе «Волк с Уолл-стрит» (2013), Робби стала обладательницей премии «Империя» за лучший дебют. В 2016 году Робби получила многочисленные награды и номинации, в том числе одну премию «Выбор критиков» и одну People’s Choice Awards за образ персонажа Расширенной вселенной DC Харли Квинн.
Робби стала продюсером и сыграла фигуристку Тоню Хардинг в байопике 2017 года «Тоня против всех». Эта роль принесла актрисе номинацию на «Оскар», BAFTA и «Золотой глобус» за лучшую женскую роль. В следующем году Робби сыграла Елизавету I в исторической драме «Две королевы». Актриса была номинирована на BAFTA за лучшую женскую роль второго плана и премию Гильдии киноактёров США за лучшую женскую роль второго плана. Робби сыграла в драме Джея Роуча «Скандал» (2019), рассказывающей историю о сотрудницах телеканала Fox News, обвинивших в сексуальных домогательствах генерального директора телеканала Роджера Айлза. Игра Робби вызвала признание критиков и принесла ей номинации на «Оскар» за лучшую женскую роль второго плана, BAFTA за лучшую женскую роль второго плана и «Золотой глобус» за лучшую женскую роль второго плана. В том же году роль Робби в комедийной драме Квентина Тарантино «Однажды в Голливуде» принесла актрисе ещё одну номинацию на BAFTA за лучшую женскую роль второго плана.
Исполнение Робби роли начинающей актрисы в картине «Вавилон» (2022) принесло ей номинации на премии «Выбор критиков» и «Золотой глобус» за лучшую женскую роль, а также премию Гильдии киноактёров США за лучший актёрский состав в игровом кино. В следующем году она выступила в качестве продюсера и предстала в образе Барби в одноимённом фильме Греты Гервиг, за работу в котором выдвигалась на премии BAFTA, «Выбор критиков», «Золотой глобус» и премию Гильдии киноактёров США за лучшую женскую роль. Как продюсер фильма Робби получила номинацию на премию Оскар» за лучший фильм. Также в 2023 году она спродюсировала фильм «Солтберн», который принёс ей номинацию на премию BAFTA за лучший британский фильм.

## Награды и номинации
| Премия                                     | Год             | Категория                                                   | Фильм                                           | Результат       | Ист.            |
| Основные премии                            | Основные премии | Основные премии                                             | Основные премии                                 | Основные премии | Основные премии |
| ------------------------------------------ | --------------- | ----------------------------------------------------------- | ----------------------------------------------- | --------------- | --------------- |
| «Оскар»                                    | 2018            | Лучшая женская роль                                         | «Тоня против всех»                              | Номинация       | [ 14 ]          |
| «Оскар»                                    | 2020            | Лучшая женская роль второго плана                           | «Скандал»                                       | Номинация       | [ 15 ]          |
| «Оскар»                                    | 2024            | Лучший фильм                                                | «Барби»                                         | Номинация       | [ 16 ]          |
| BAFTA                                      | 2015            | Восходящая звезда                                           | —                                               | Номинация       | [ 17 ]          |
| BAFTA                                      | 2018            | Лучшая женская роль                                         | «Тоня против всех»                              | Номинация       | [ 18 ]          |
| BAFTA                                      | 2019            | Лучшая женская роль второго плана                           | «Две королевы»                                  | Номинация       | [ 19 ]          |
| BAFTA                                      | 2020            | Лучшая женская роль второго плана                           | «Скандал»                                       | Номинация       | [ 20 ]          |
| BAFTA                                      | 2020            | Лучшая женская роль второго плана                           | «Однажды в Голливуде»                           | Номинация       | [ 20 ]          |
| BAFTA                                      | 2024            | Лучшая женская роль                                         | «Барби»                                         | Номинация       | [ 21 ]          |
| BAFTA                                      | 2024            | Лучший британский фильм                                     | «Солтберн»                                      | Номинация       | [ 21 ]          |
| «Золотой глобус»                           | 2018            | Лучшая женская роль в комедии или мюзикле                   | «Тоня против всех»                              | Номинация       | [ 22 ]          |
| «Золотой глобус»                           | 2020            | Лучшая женская роль второго плана                           | «Скандал»                                       | Номинация       | [ 23 ]          |
| «Золотой глобус»                           | 2023            | Лучшая женская роль в комедии или мюзикле                   | «Вавилон»                                       | Номинация       | [ 24 ]          |
| «Золотой глобус»                           | 2024            | Лучшая женская роль в комедии или мюзикле                   | «Барби»                                         | Номинация       | [ 25 ]          |
| Премия Гильдии киноактёров США             | 2018            | Лучшая женская роль                                         | «Тоня против всех»                              | Номинация       | [ 26 ]          |
| Премия Гильдии киноактёров США             | 2019            | Лучшая женская роль второго плана                           | «Две королевы»                                  | Номинация       | [ 27 ]          |
| Премия Гильдии киноактёров США             | 2020            | Лучшая женская роль второго плана                           | «Скандал»                                       | Номинация       | [ 28 ]          |
| Премия Гильдии киноактёров США             | 2020            | Лучший актёрский состав в игровом кино                      | «Скандал»                                       | Номинация       | [ 28 ]          |
| Премия Гильдии киноактёров США             | 2020            | Лучший актёрский состав в игровом кино                      | «Однажды в Голливуде»                           | Номинация       | [ 28 ]          |
| Премия Гильдии киноактёров США             | 2023            | Лучший актёрский состав в игровом кино                      | «Вавилон»                                       | Номинация       | [ 29 ]          |
| Премия Гильдии киноактёров США             | 2024            | Лучший актёрский состав в игровом кино                      | «Барби»                                         | Номинация       | [ 30 ]          |
| Премия Гильдии киноактёров США             | 2024            | Лучшая женская роль                                         | «Барби»                                         | Номинация       | [ 30 ]          |
| Другие премии и номинации                  |                 |                                                             |                                                 |                 |                 |
| AACTA                                      | 2020            | Приз зрительских симпатий лучшей мировой звезде десятилетия | —                                               | Номинация       | [ 31 ]          |
| AACTA                                      | 2022            | Выбор зрителей: Лучшая актриса                              | «Амстердам»                                     | Номинация       | [ 32 ]          |
| AACTA                                      | 2024            | Выбор зрителей: Лучшая актриса                              | «Барби»                                         | Победа          | [ 33 ]          |
| AACTA                                      | 2024            | Премия AACTA Trailblazer                                    | —                                               | Победа          | [ 34 ]          |
| Международная премия AACTA                 | 2018            | Лучшая женская роль                                         | «Тоня против всех»                              | Победа          | [ 35 ]          |
| Международная премия AACTA                 | 2019            | Лучшая женская роль второго плана                           | «Две королевы»                                  | Номинация       | [ 36 ]          |
| Международная премия AACTA                 | 2020            | Лучшая женская роль второго плана                           | «Скандал»                                       | Победа          | [ 37 ]          |
| Международная премия AACTA                 | 2020            | Лучшая женская роль второго плана                           | «Однажды в Голливуде»                           | Номинация       | [ 37 ]          |
| Международная премия AACTA                 | 2021            | Лучший фильм                                                | «Девушка, подающая надежды»                     | Победа          | [ 38 ]          |
| Международная премия AACTA                 | 2023            | Лучшая женская роль                                         | «Вавилон»                                       | Номинация       | [ 39 ]          |
| Международная премия AACTA                 | 2024            | Лучшая женская роль                                         | «Барби»                                         | Победа          | [ 40 ]          |
| Международная премия AACTA                 | 2024            | Лучший фильм                                                | «Барби»                                         | Победа          | [ 40 ]          |
| Альянс женщин-киножурналистов              | 2017            | Актриса, больше всего нуждающаяся в новом агенте            | «Тарзан. Легенда»                               | Номинация       | [ 41 ]          |
| Альянс женщин-киножурналистов              | 2017            | Актриса, больше всего нуждающаяся в новом агенте            | «Отряд самоубийц»                               | Номинация       | [ 41 ]          |
| Альянс женщин-киножурналистов              | 2017            | Зал позора (вместе с Дэвидом Эйером)                        | «Отряд самоубийц»                               | Номинация       | [ 41 ]          |
| Альянс женщин-киножурналистов              | 2018            | Лучшая женская роль                                         | «Тоня против всех»                              | Номинация       | [ 42 ] [ 43 ]   |
| Альянс женщин-киножурналистов              | 2018            | Храброе исполнение роли                                     | «Тоня против всех»                              | Победа          | [ 42 ] [ 43 ]   |
| Альянс женщин-киножурналистов              | 2023            | Она заслуживает нового агента                               | «Вавилон»                                       | Номинация       | [ 44 ]          |
| Общество кинокритиков Бостона              | 2013            | Лучший актёрский состав                                     | «Волк с Уолл-стрит»                             | Номинация       | [ 45 ]          |
| Ассоциация кинокритиков Чикаго             | 2017            | Лучшая женская роль                                         | «Тоня против всех»                              | Номинация       | [ 46 ]          |
| «Выбор критиков»                           | 2014            | Лучший актёрский состав                                     | «Волк с Уолл-стрит»                             | Номинация       | [ 47 ]          |
| «Выбор критиков»                           | 2017            | Лучшая женская роль в экшн-фильме                           | «Отряд самоубийц»                               | Победа          | [ 48 ]          |
| «Выбор критиков»                           | 2018            | Лучшая женская роль в комедии                               | «Тоня против всех»                              | Победа          | [ 49 ] [ 50 ]   |
| «Выбор критиков»                           | 2018            | Лучшая женская роль                                         | «Тоня против всех»                              | Номинация       | [ 49 ] [ 50 ]   |
| «Выбор критиков»                           | 2018            | Лучшая комедия                                              | «Тоня против всех»                              | Номинация       | [ 49 ] [ 50 ]   |
| «Выбор критиков»                           | 2020            | Лучший актёрский состав                                     | «Однажды в Голливуде»                           | Номинация       | [ 51 ]          |
| «Выбор критиков»                           | 2020            | Лучший актёрский состав                                     | «Скандал»                                       | Номинация       | [ 51 ]          |
| «Выбор критиков»                           | 2020            | Лучшая женская роль второго плана                           | «Скандал»                                       | Номинация       | [ 51 ]          |
| «Выбор критиков»                           | 2023            | Лучшая женская роль                                         | «Вавилон»                                       | Номинация       | [ 52 ]          |
| «Выбор критиков»                           | 2024            | Лучшая женская роль                                         | «Барби»                                         | Номинация       | [ 53 ]          |
| «Выбор критиков»                           | 2024            | Лучший актёрский состав                                     | «Барби»                                         | Номинация       | [ 53 ]          |
| «Выбор критиков»                           | 2024            | Лучший фильм                                                | «Барби»                                         | Номинация       | [ 53 ]          |
| «Выбор критиков»                           | 2024            | Лучший фильм                                                | «Солтберн»                                      | Номинация       | [ 53 ]          |
| Суперпремия «Выбор критиков»               | 2021            | Лучшая киноактриса в фильме о супергероях                   | «Хищные птицы: Потрясающая история Харли Квинн» | Победа          | [ 54 ]          |
| Суперпремия «Выбор критиков»               | 2022            | Лучшая киноактриса в фильме о супергероях                   | «Отряд самоубийц: Миссия навылет»               | Номинация       | [ 55 ]          |
| Общество кинокритиков Детройта             | 2013            | Лучший актёрский состав                                     | «Волк с Уолл-стрит»                             | Номинация       | [ 56 ]          |
| Общество кинокритиков Детройта             | 2017            | Лучшая актриса                                              | «Тоня против всех»                              | Номинация       | [ 57 ]          |
| «Дориан»                                   | 2018            | Лучшая женская роль года                                    | «Тоня против всех»                              | Номинация       | [ 58 ]          |
| «Империя»                                  | 2014            | Лучший женский дебют                                        | «Волк с Уолл-стрит»                             | Победа          | [ 59 ]          |
| Общество кинокритиков Флориды              | 2017            | Лучшая женская роль                                         | «Тоня против всех»                              | Победа          | [ 60 ]          |
| «Готэм»                                    | 2017            | Лучшая женская роль                                         | «Тоня против всех»                              | Номинация       | [ 61 ]          |
| Ассоциация голливудских критиков           | 2019            | Лучшая женская роль второго плана                           | «Однажды в Голливуде»                           | Номинация       | [ 62 ]          |
| Ассоциация голливудских критиков           | 2020            | Лучшая актриса                                              | «Хищные птицы: Потрясающая история Харли Квинн» | Второе место    | [ 63 ]          |
| Hollywood Film Awards                      | 2017            | Лучший актёрский состав                                     | «Тоня против всех»                              | Победа          | [ 64 ]          |
| «Независимый дух»                          | 2018            | Лучшая женская роль                                         | «Тоня против всех»                              | Номинация       | [ 65 ]          |
| «Логи»                                     | 2009            | Most Popular New Female Talent                              | «Соседи»                                        | Номинация       | [ 66 ]          |
| «Логи»                                     | 2011            | Самая популярная актриса                                    | «Соседи»                                        | Номинация       | [ 67 ]          |
| Премия Лондонской ассоциации кинокритиков  | 2019            | Лучшая женская роль второго плана                           | «Скандал»                                       | Номинация       | [ 68 ]          |
| MTV Movie & TV Awards                      | 2014            | Лучший прорыв года                                          | «Волк с Уолл-стрит»                             | Номинация       | [ 69 ]          |
| Онлайн-кинокритики Нью-Йорка               | 2017            | Лучшая женская роль                                         | «Тоня против всех»                              | Победа          | [ 70 ]          |
| People’s Choice Awards                     | 2017            | Любимая актриса                                             | «Отряд самоубийц»                               | Номинация       | [ 71 ]          |
| People’s Choice Awards                     | 2017            | Любимая экшн-актриса                                        | «Отряд самоубийц»                               | Победа          | [ 71 ]          |
| People’s Choice Awards                     | 2020            | Любимая актриса                                             | «Хищные птицы: Потрясающая история Харли Квинн» | Номинация       | [ 72 ]          |
| People’s Choice Awards                     | 2020            | Любимая экшн-актриса                                        | «Хищные птицы: Потрясающая история Харли Квинн» | Номинация       | [ 72 ]          |
| People’s Choice Awards                     | 2021            | Любимая актриса                                             | «Отряд самоубийц: Миссия навылет»               | Номинация       | [ 73 ]          |
| Гильдия продюсеров США                     | 2017            | Лучший кинофильм                                            | «Тоня против всех»                              | Номинация       | [ 74 ]          |
| Общество кинокритиков Сан-Диего            | 2017            | Лучшая женская роль                                         | «Тоня против всех»                              | Номинация       | [ 75 ]          |
| Общество кинокритиков залива Сан-Франциско | 2017            | Лучшая женская роль                                         | «Тоня против всех»                              | Победа          | [ 76 ]          |
| Общество кинокритиков залива Сан-Франциско | 2019            | Лучшая женская роль второго плана                           | «Скандал»                                       | Номинация       | [ 77 ]          |
| Премия Святого Георгия                     | 2020            | Лучшая женская роль в иностранном фильме                    | «Однажды в Голливуде»                           | Победа          |                 |
| «Спутник»                                  | 2018            | Лучшая женская роль                                         | «Тоня против всех»                              | Номинация       | [ 78 ]          |
| «Спутник»                                  | 2019            | Лучшая женская роль второго плана в кинофильме              | «Две королевы»                                  | Номинация       | [ 79 ]          |
| «Спутник»                                  | 2020            | Лучшая женская роль второго плана в кинофильме              | «Скандал»                                       | Номинация       | [ 80 ]          |
| «Спутник»                                  | 2021            | Лучшая женская роль в комедии или мюзикле                   | «Хищные птицы: Потрясающая история Харли Квинн» | Номинация       | [ 81 ]          |
| «Спутник»                                  | 2023            | Лучшая женская роль в комедии или мюзикле                   | «Вавилон»                                       | Номинация       | [ 82 ]          |
| «Сатурн»                                   | 2017            | Лучшая киноактриса второго плана                            | «Отряд самоубийц»                               | Номинация       | [ 83 ]          |
| «Сатурн»                                   | 2021            | Лучшая киноактриса                                          | «Хищные птицы: Потрясающая история Харли Квинн» | Номинация       | [ 84 ]          |
| Общество кинокритиков Сиэтла               | 2023            | Лучшая главная женская роль                                 | «Вавилон»                                       | Номинация       | [ 85 ]          |
| Teen Choice Awards                         | 2016            | Choice Movie Actress: AnTEENcipated                         | «Отряд самоубийц»                               | Победа          | [ 86 ]          |
| Ассоциация кинокритиков Вашингтона         | 2017            | Лучшая женская роль                                         | «Тоня против всех»                              | Номинация       | [ 87 ]          |
| Круг женщин-кинокритиков                   | 2017            | Лучшая комедийная актриса                                   | «Тоня против всех»                              | Номинация       |                 |
| Women's Image Network Awards               | 2019            | Лучшая актриса второго плана                                | «Две королевы»                                  | Номинация       |                 |
| «Молодой Голливуд»                         | 2014            | Прорыв года                                                 | —                                               | Номинация       | [ 88 ]          |

## Комментарии
1. ↑  Некоторые группы награждения не просто присуждают одного победителя, они отмечают несколько лауреатов и занимают призовые места. Поскольку это особое признание и отличается от потери награды, упоминания, занимающие второе место, считаются победами при подсчёте наград. Для упрощения и ухода от ошибок предполагается, что каждая награда в этом списке имела предварительную номинацию.
2. 1 2 3 4 5 6  В качестве продюсера.